# Kjell Sundstedt
Kjell Sundstedt, född 15 december 1951 i Stockholm, är en svensk manusförfattare, författare och regissör. 
Kjell Sundstedts meriter är framförallt baserade på praktiska erfarenheter inom film, TV och teater.

## Regi
- 1987 - Trädet
- 1981 - Ingenting att bråka om, Johansson
- 1973 - Nyktra fyllhundar

## Filmmanus i urval
- 2002 – Elina – som om jag inte fanns
- 2001 – Drakarna över Helsingfors
- 1999 – Porträttet
- 1996 – Juloratoriet
- 1993 – Kalle och änglarna
- 1990 – Black Jack
- 1984 – Lykkeland
- 1979 – Den nya människan

## Arbete i kronologisk ordning
- 1978 - Den nya människan. Manus/klipp/efterarbete. Regi: Christian Lund. 90 minuter TV-film.
- 1980 - Gröna fingrar, grå av jord. Manus och regi. 60 minuter TV-film.
- 1981 - Privatliv. Dramaturg/efterarbete. Regi: Bodil Malmsten.
- 1982 - Ingenting att bråka om, Johansson. Manus och regi. 80 minuter TV-film.
- 1983 - Lykkeland. Manus/klipp/efterarbete. TV-serie om revykungen Ernst Rolfs liv.
- 1985 - Seppan. Dramaturg. Regi: Agneta Fagerstöm. 90 minuters TV-film.
- 1985 - Paganini från Saltängen. Dramaturg/manusmedarbetare. TV-serie om den siste biografmusikern.
- 1988 - Trädet. Manus och regi. 90 minuter TV-film.
- 1989 - 1939. Manusbearbetning. Regi: Göran Carmback. 120 minuters långfilm och TV-serie.
- 1991 - Black Jack. Manusmedarbetare. Regi: Colin Nutley. 90 minuter långfilm.
- 1992 - Kalle och änglarna. Dramaturg/manusmedarbetare. Norsk barnfilm. 80 minuter.
- 1994 - Juloratoriet. Dramatiserade Göran Tunströms roman för Uppsala Stadsteater. Regi: Finn Paulsen, Niklas Hjulström och Folkteatern i Göteborg.
- 1995 - Ingen som du. Dramaturg. Regi: Lisa Ohlin. Biograffilm 80 minuter.
- 1995 - En emigrant. Dramatiserade Selma Lagerlöfs novell för Uppsala Stadsteater. Regi: Finn Paulsen.
- 1996 - Juloratoriet. Manus. Regi: Kjell-Åke Andersson. 120 minuter långfilm och TV-serie.
- 1996 - Här har du ditt liv. Dramatiserade Eyvind Johnsons roman för Norrbottens teatern. Regi: Eva Gröndahl.
- 1997 - Ariel. Dramatiserade Göran Tunströms novell för Riksteatern. Regi: Eva Gröndahl, Niklas Hjulström och Angereds Teatern.
- 1998 - Jonas. En pjäs om dyslexi för Riksteatern. Regi: Eva Gröndahl.
- 1999 - La Barraca. En musikteater om den spanska poeten Federico Garcia Lorcas liv. Skrevs för Folkteatern i Göteborg. Regi: Eva Gröndahl.
- 2000 - Porträttet. Bearbetade Hilding Rosenbergs opera för film/tv.
- 2001 - Drakarna över Helsingfors. Manus. Finsk långfilm byggd på Kjell Westös roman. Regi: Peter Lindholm.
- 2002 - Simon och ekarna. Dramatiserade Marianne Fredrikssons roman för Folkteatern i Göteborg. Regi: Niklas Hjulström.
- 2003 - Min första kärlek. Ett kortfilmsmanus fritt efter en roman av Kerstin Thorvall. Regi: Eva Gröndahl.
- 2003 - Elina – som om jag inte fanns. Manus. Regi: Klaus Härö. Vann bland annat Kristallbjörnen vid Berlins filmfestival. 80 minuter barnfilm.
- 2005 - Aprilhäxan. Dramatiserade Majgull Axelssons roman för Folkteatern. Regi: Eva Gröndahl
- 2006 - Ninas resa. Dramaturg. Regi: Lena Einhorn. 90 minuter långfilm.
- 2007 - Den nya människan. Manus. Regi: Klaus Härö. En långfilm om tvångssteriliseringarna i Sverige.
- 2008 - Tre kärlekar. Manus. En teaterpjäs byggd på Lars Molins TV-serie För Folkteatern i Göteborg. Regi: Niklas Hjulström.
- 2011 - Huset vid flon. Manus. En pjäs byggd på Kjell Johanssons romansvit för Stockholms Stadsteater. Regi: Niklas Hjulström.

## Filmroll
- 1975 – Stumpen